# Srđan Novković
Srđan Novković (in serbo Срђан Новковић?; Belgrado, 29 marzo 1983) è un ex calciatore serbo, di ruolo centrocampista.

## Caratteristiche tecniche
Gioca come trequartista.

## Carriera
Gioca fino al 2002 nelle giovanili della Stella Rossa, per poi trasferirsi in Italia al Varese, con cui nella parte finale della stagione 2001-2002 gioca 2 partite nel campionato di Serie C1. A fine anno si trasferisce alla Sangiovannese, club di Serie C2, con cui milita nel corso della stagione 2002-2003, nella quale gioca nella quarta serie italiana. Nel gennaio del 2004 torna in patria, al Vojvodina, club di prima divisione; veste poi per tre anni la maglia del Čukarički Stankom, prima per una stagione in prima divisione e poi per due stagioni consecutive in seconda divisione. In particolare, nella stagione 2006-2007 conquista anche una promozione dalla seconda alla prima divisione serba grazie ad un secondo posto in classifica in campionato.
Nel 2007 si trasferisce al Napredak Kruševac, con cui nella stagione 2007-2008 gioca 15 partite nella massima serie serba; nel gennaio del 2008 si trasferisce in Bulgaria allo Slavia Sofia, con cui conclude la stagione giocando 10 partite nella prima divisione bulgara, al termine delle quali nel febbraio del 2009 fa ritorno al Napredak, con cui nella seconda parte della stagione 2008-2009 segna un gol in 16 presenze nella prima divisione serba. Nell'estate del 2009 si trasferisce al Jagodina, con cui nella stagione 2009-2010 realizza 5 reti in 30 incontri in campionato; l'anno successivo oltre a giocare una partita in Coppa di Serbia segna inoltre 2 gol in 24 presenze in campionato. Dopo 2 anni al Jagodina viene acquistato dall'Hajduk Kula, con la cui maglia nella stagione 2011-2012 mette a segno un gol in 29 partite di campionato, sempre nella prima divisione serba. Nel luglio del 2012 cambia nuovamente squadra, accasandosi al Voždovac, con cui realizza 2 reti in 28 presenze nella seconda divisione serba; nella stagione 2013-2014 gioca invece nel Template:Calcio Borca, disputando altri 8 incontri in questo campionato. Milita in seconda serie anche nella stagione 2014-2015 (6 presenze in campionato ed una in Coppa di Serbia con lo Sloga Kraljevo, dove rimane fino al febbraio del 2015) per poi passare in terza serie alla Lokomotiva Belgrado, dove rimane fino al termine della stagione 2018-2019, quando, all'età di 36 anni, si ritira.